# Countdown (2019)
Countdown är en amerikansk skräckfilm från 2019 skriven och regisserad av Justin Dec, med Elizabeth Lail, Jordan Calloway, Talitha Bateman, Tichina Arnold, P.J. Byrne, Peter Facinelli, Anne Winters och Tom Segura i huvudrollerna. Filmen hade premiär i USA den 25 oktober 2019.
Countdown fick övervägande negativa recensioner från kritiker. På Rotten Tomatoes har filmen ett betyg på 26% baserat på 72 recensioner. Publiken var dock mer positiv, med ett publikbetyg på 72%.  Trots kritiken blev filmen en kommersiell framgång och spelade in 48 miljoner dollar världen över mot en budget på 6,5 miljoner dollar.

## Handling
Filmen kretsar kring en sjuksköterska vid namn Quinn Harris (spelad av Elizabeth Lail) som laddar ner en app kallad "Countdown". Appen påstår sig kunna förutsäga exakt när en person kommer att dö. När Quinn ser att hon bara har tre dagar kvar att leva, inleds en kamp mot klockan för att undvika sitt förutspådda öde. Hon upptäcker snart att appen är kopplad till en demonisk entitet vid namn Ozhin, och att användare som försöker ändra sitt öde bryter mot användarvillkoren, vilket leder till övernaturliga konsekvenser.

## Rollista
| Elizabeth Lail      | – Quinn Harris      |
| Jordan Calloway     | – Matt Monroe       |
| Talitha Bateman     | – Jordan Harris     |
| Tichina Arnold      | – Sjuksköterska Amy |
| P.J. Byrne          | – Fader John        |
| Peter Facinelli     | – Dr. Sullivan      |
| Dillon Lane         | – Evan              |
| Matt Letscher       | – Charlie Harris    |
| Valente Rodriguez   | – Fader David       |
| Tom Segura          | – Derek             |
| Anne Winters        | – Courtney          |
| Charlie McDermott   | – Scott             |
| Christina Pazsitzky | – Krissy            |
| Jeannie Elise Mai   | – Allie             |
| Marisela Zumbado    | – Kate              |